# 清水和音
清水 和音（しみず かずね、1960年11月13日 - ）は、日本のピアニスト。

## 経歴
東京生まれ。1965年、桐朋学園の「子供のための音楽教室」に入室。1978年、桐朋女子高校音楽科在学中、17歳の時に第47回日本音楽コンクール第3位入賞。同校卒業後1980年にジュネーヴ音楽院に留学、ルイ・ヒルトブランに師事。1981年のロン＝ティボー国際コンクールピアノ部門で優勝すると共にリサイタル賞を受賞。1982年にデビューリサイタルを開く。1983年、第9回日本ショパン協会賞受賞。
ドビュッシー以降の近現代の音楽はほとんど録音しておらず、バロック音楽から国民楽派までの世代の作曲家を得意としている（実演では近現代も取り上げている）。なかでもベートーヴェンとショパンに対して深い関心を寄せる。ベートーヴェンのハンマークラヴィーアの演奏はCD録音も残されている。
デビュー直後からショパン演奏はライフワークのように関わっており、現在もショパンを中心とした選曲で、EXTONからCDリリースを行っている。レーベルの意向は「完全な全集」であることを強調している。演奏活動の一方で、東京音楽大学の教授を務め、後進の指導にもあたっている。

## エピソード
- 桐朋学園高等学校在学中、コンクールの本選を喧嘩による指の骨折により棄権している[要出典]。
- 1990年代、NHKFMの「クラシックリクエスト」のパーソナリティーを務めた。現役のピアニストの口による当意即妙な批評が話題となり、賛否両論が寄せられた[要出典]。反響も大きかったが、かなりの部分が編集されていたことも、番組終了後に明らかとなった[要出典]。
- 東京音楽大学の学園祭に出場するなど後進の注視も欠かさない[要出典]。